# Santa María de Sando (kommunhuvudort)
Santa María de Sando är en kommunhuvudort i Spanien.   Den ligger i provinsen Provincia de Salamanca och regionen Kastilien och Leon, i den centrala delen av landet, 210 km väster om huvudstaden Madrid. Santa María de Sando ligger 825 meter över havet och antalet invånare är 158.
Terrängen runt Santa María de Sando är platt. Runt Santa María de Sando är det mycket glesbefolkat, med 2 invånare per kvadratkilometer. Närmaste större samhälle är Ledesma, 16,1 km nordost om Santa María de Sando. Trakten runt Santa María de Sando består i huvudsak av gräsmarker.